# L'Aube du monde
L'Aube du monde é um filme franco-teuto-iraquiano de 2008, do gênero drama de guerra, dirigido por cineasta franco-iraquiano Abbas Fahdel.

## Sinopse
Os primos Mastour e Zahra crescem juntos e se casam muito jovens no sul do Iraque, mas logo ele é convocado para a Guerra do Golfo e a separação é inevitável. No campo de batalha, Mastour se aproxima de Riad, um jovem soldado de Bagdá. Mortalmente ferido, faz o amigo prometer que cuidará de sua mulher quando a guerra acabar. Riad chega à vila e se apaixona por Zahra, que ainda não conseguiu superar a perda do marido. Com a iminência de um novo conflito, e tentando se adaptar à vida no interior, Riad busca de todas as formas encontrar o seu lugar na comunidade. 

## Elenco
- Hafsia Herzi… Zahra
- Hiam Abbass… Oum Mastour
- Karim Saleh… Riad